# Alland

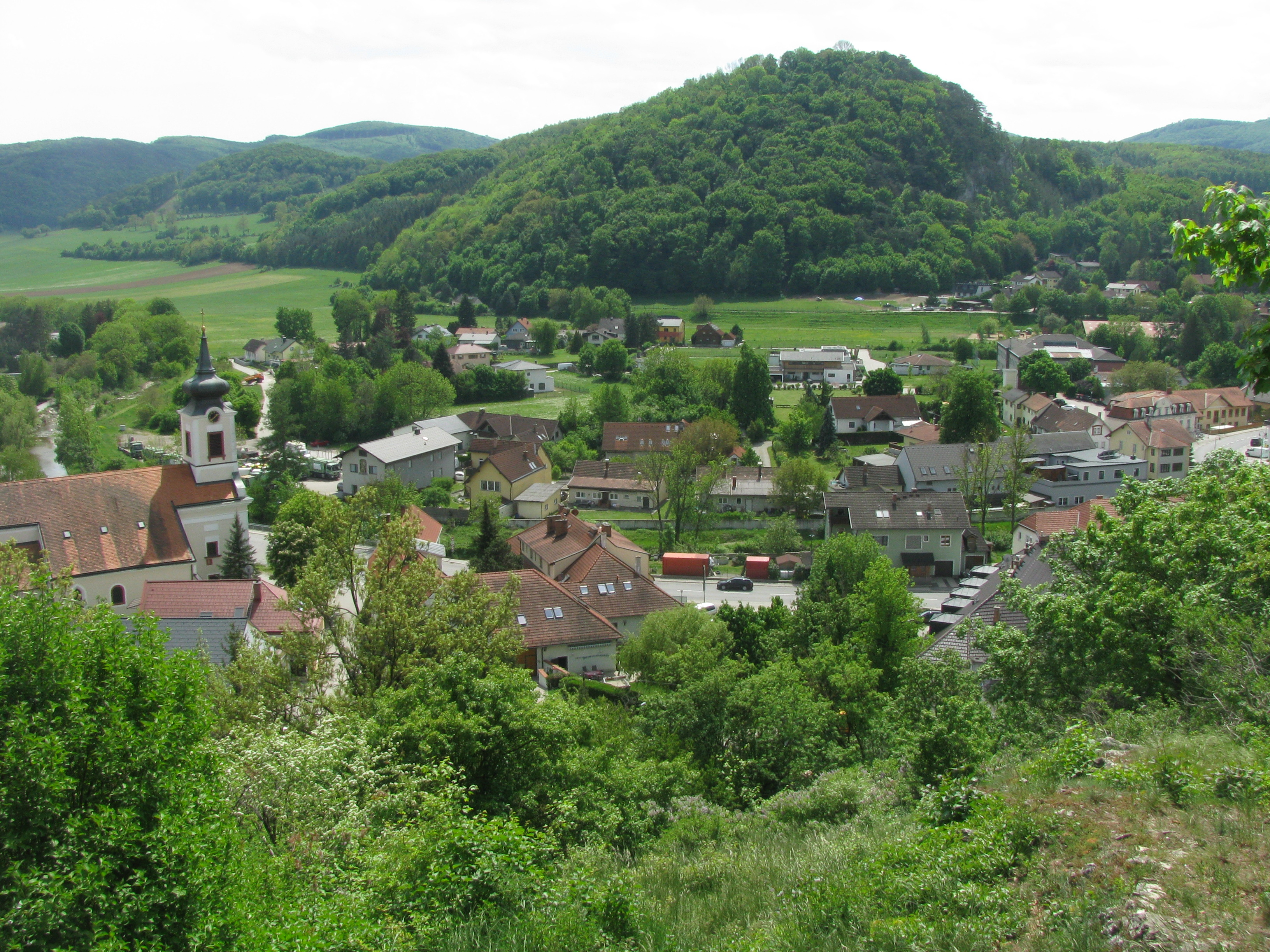
Blick über Alland zum Buchberg vom Kaiserstein

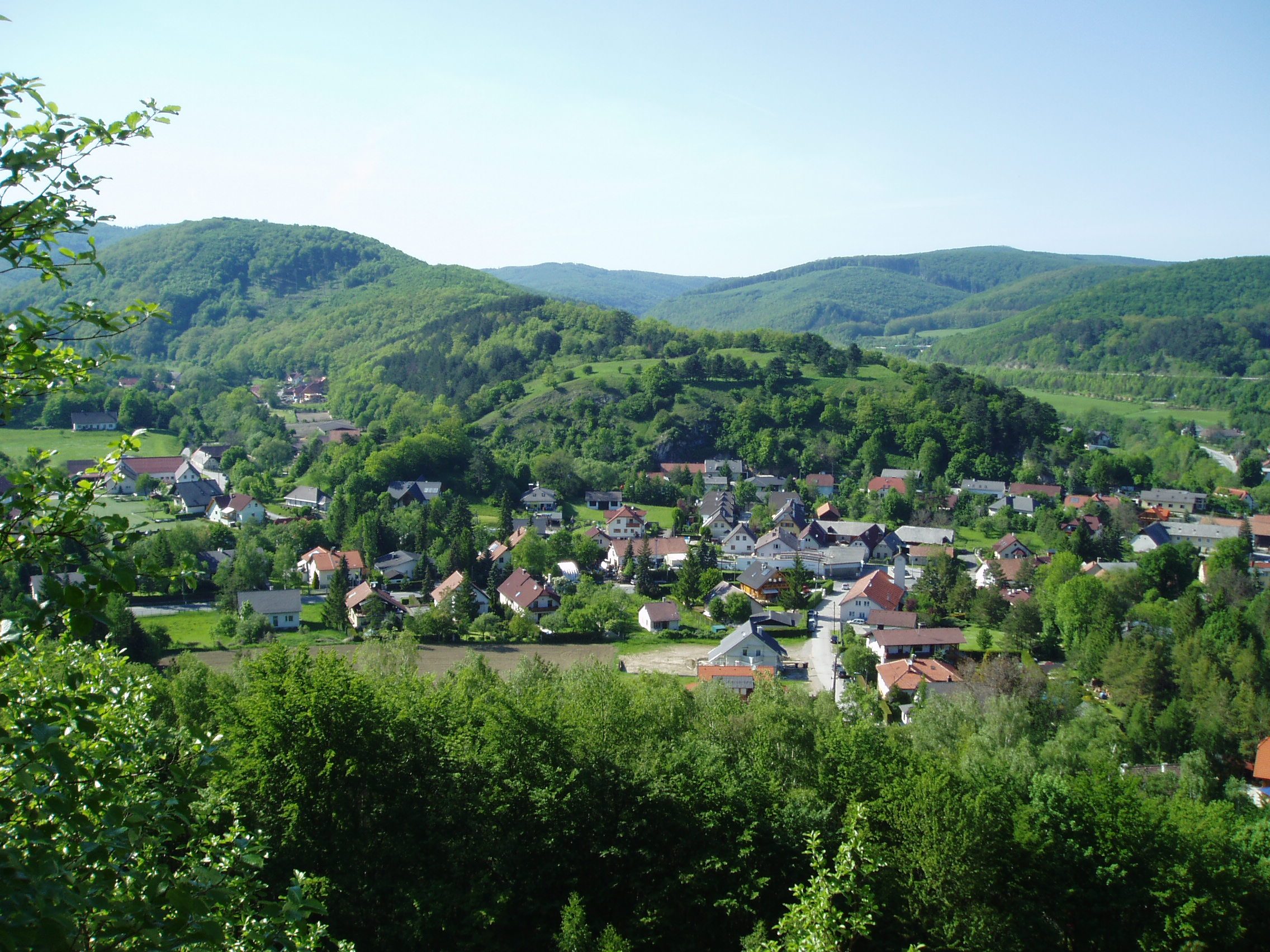
Blick über den westlichen Teil von Alland – Lutterkordtgasse, Wagenhof – vom Buchberger Steinbruch

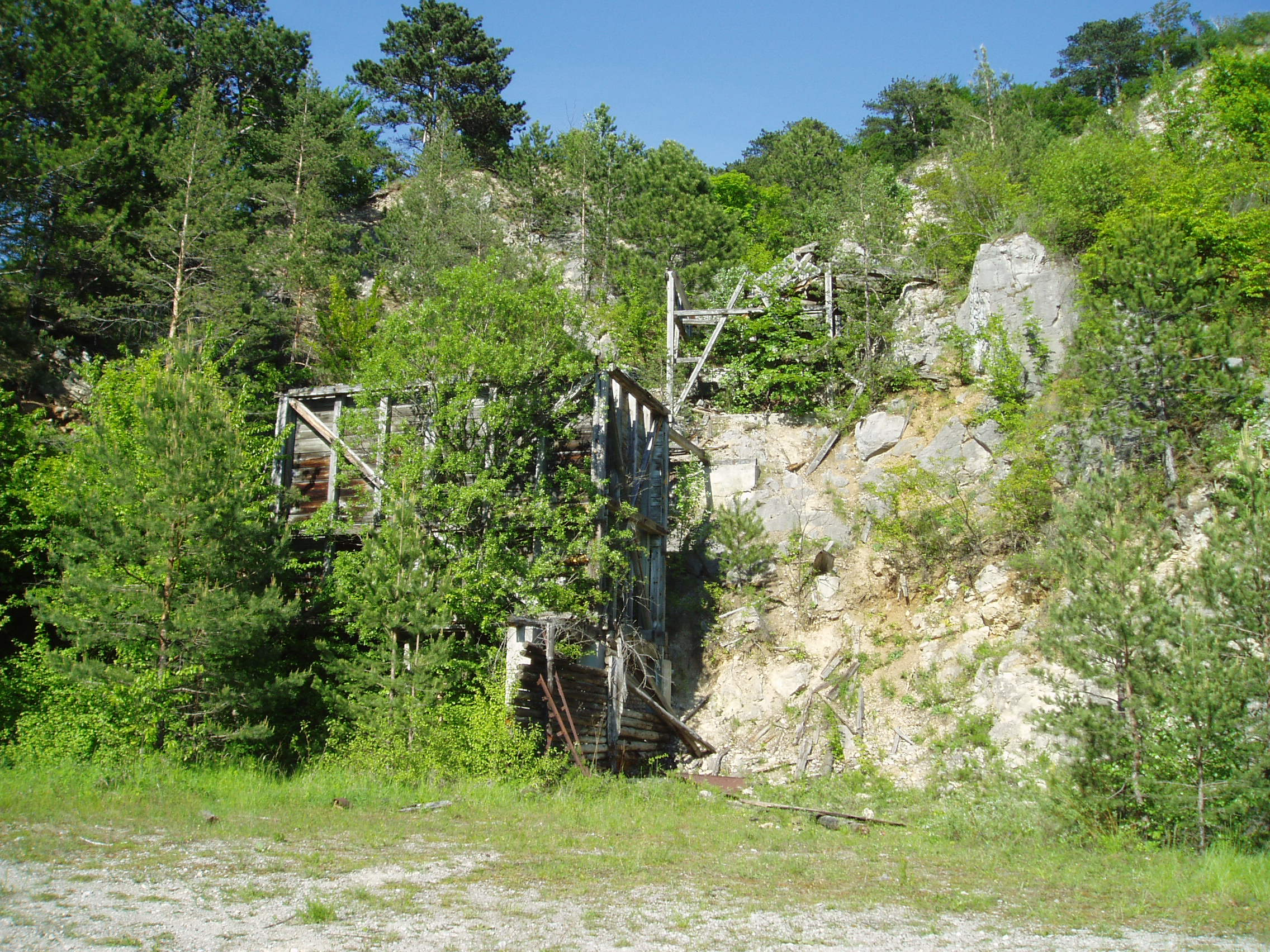
Alter Bergwerksstollen im Buchberg

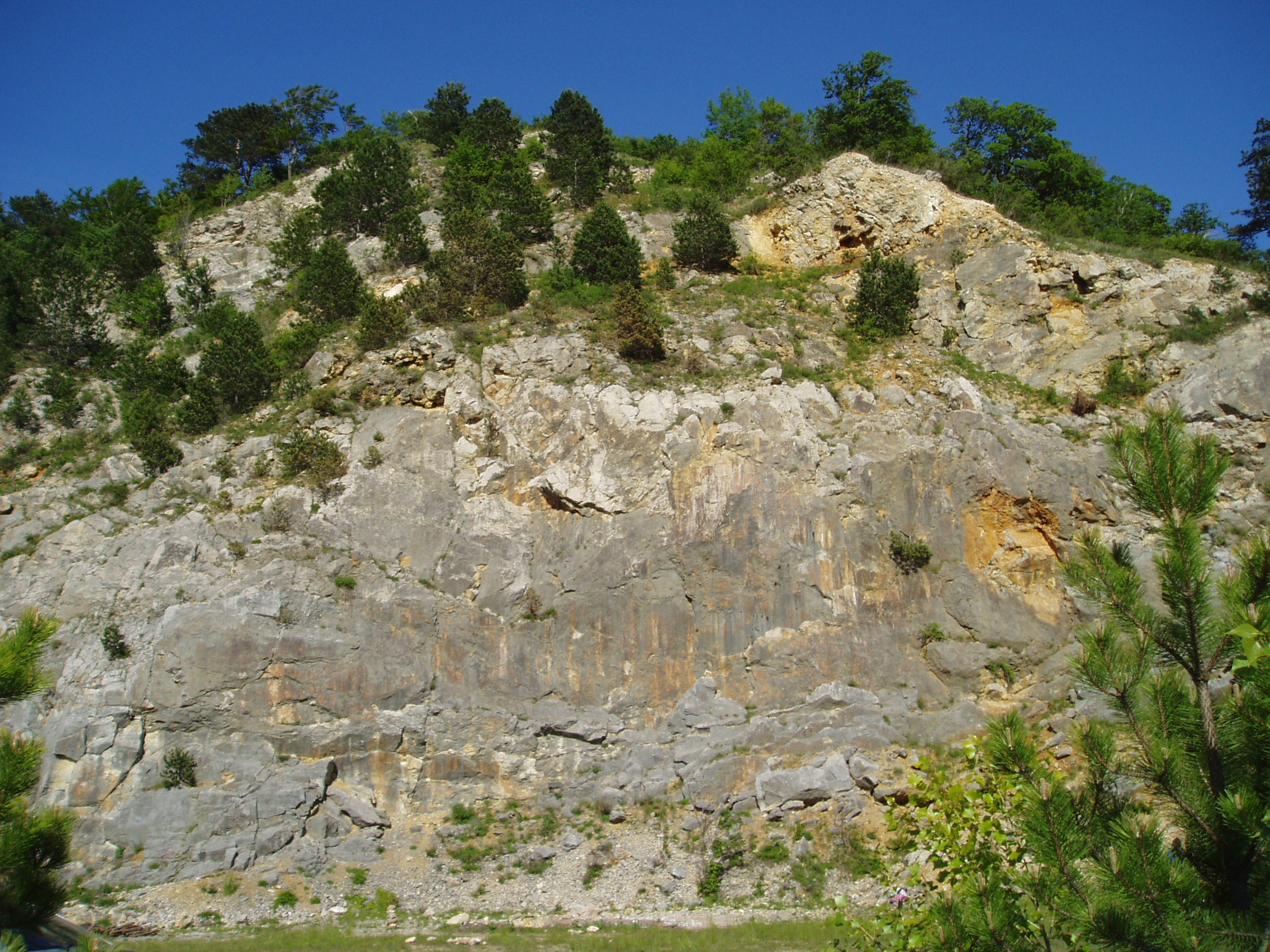
Historischer Steinbruch am Buchberg

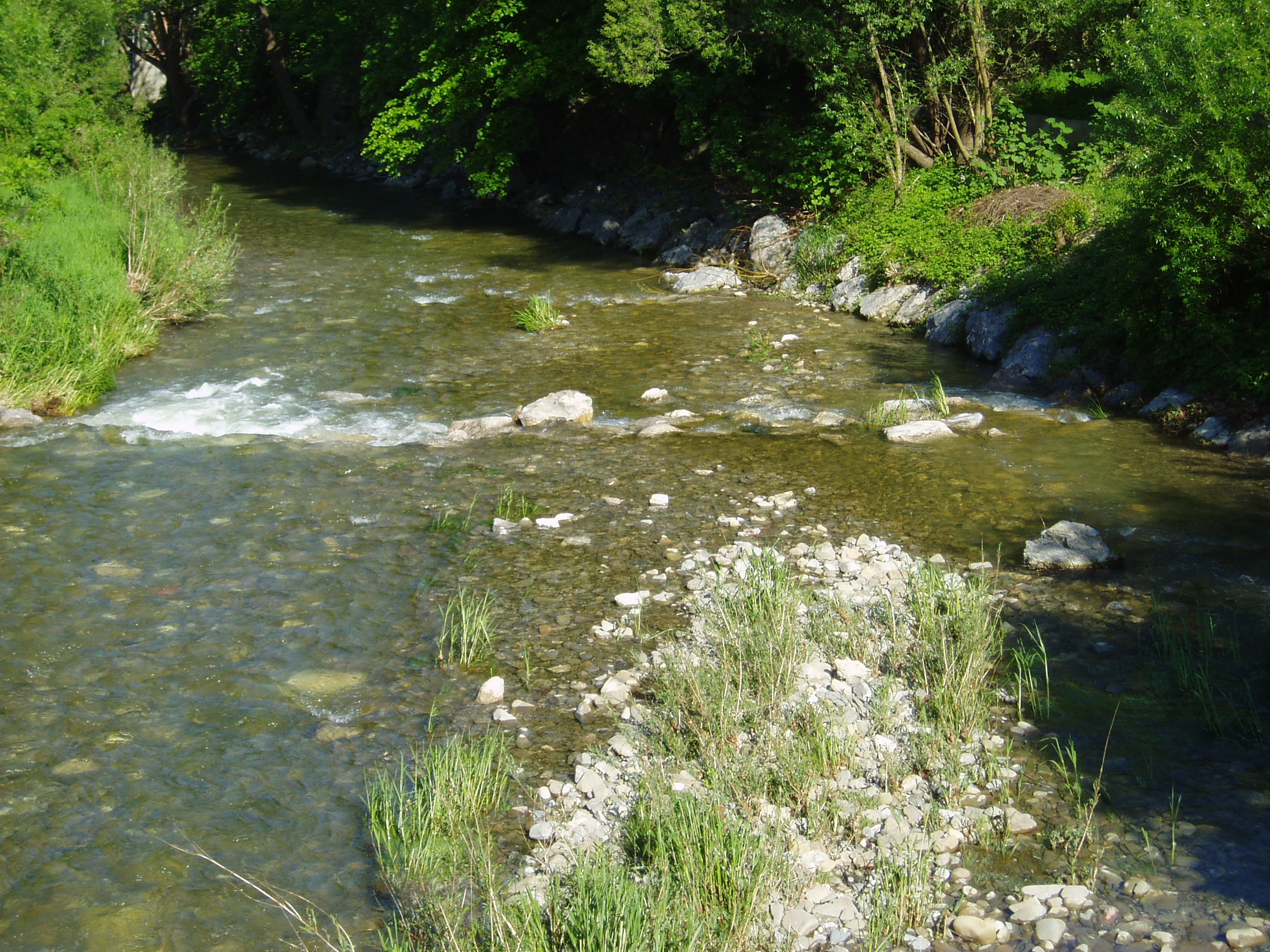
Die Schwechat beim gedeckten Steg

Alland ist eine Gemeinde mit 2680 Einwohnern (Stand 1. Jänner 2025) im Bezirk Baden in Niederösterreich, etwa 20 km südwestlich von Wien.

## Geografie
Die Marktgemeinde Alland liegt am Oberlauf der Schwechat, im westlichen Teil des Helenentals und des Industrieviertels. Der Talkessel um Alland bildet das Zentrum des Erholungsgebiets Wienerwald an der Wiener Außenringautobahn (A 21). Der höchste Berg ist mit 834 m ü. A. der Hohe Lindkogel. Unmittelbar südlich vom Ortskern liegt der Buchberg (478 m ü. A.) mit ehemaligem Steinbruch und Tropfsteinhöhle.

### Gemeindegliederung
Das Gemeindegebiet umfasst folgende zehn Ortschaften (in Klammern Einwohnerzahl Stand 1. Jänner 2025):
- Alland (1577)
- Glashütten (99)
- Groisbach (227)
- Holzschlag (53)
- Maria Raisenmarkt (150)
- Mayerling (305)
- Rohrbach (50)
- Schwechatbach (111)
- Untermeierhof (84)
- Windhaag (24)

Die Gemeinden Alland und Raisenmarkt wurden im Jahr 1972 zur Großgemeinde Alland zusammengeschlossen, und diese wurde im Jahr 2002 vom Niederösterreichischen Landtag unter Landeshauptmann Erwin Pröll zur Marktgemeinde erhoben.
Die Gemeinde Alland umfasste bis dahin die Katastralgemeinden
- Alland
- Weissenweg
- Glashütten
- Pöllerhof
- Windhaag
- Groisbach
- Mayerling

Die Gemeinde Raisenmarkt umfasste die Katastralgemeinden
- Raisenmarkt mit den Dörfern Maria Raisenmarkt, Untermeierhof und Holzschlag
- Rohrbach
- Schwechatbach
- Innerer Kaltenbergerforst
- Äußerer Kaltenbergerforst

Die Marktgemeinde Alland umfasst damit 68,70 km² und ist mit ihren zwölf Katastralgemeinden die flächenmäßig größte im Bezirk Baden.

### Ortschaften
| Katastralgemeinden | Ortschaften in der Gemeinde |
| --- | --- |
| Alland (6,81 km²) Äußerer Kaltenbergerforst (2,76 km²) Glashütten (16,04 km²) Groisbach (3,39 km²) Innerer Kaltenbergerforst (6,69 km²) Mayerling (1,98 km²) Pöllerhof (0,73 km²) Raisenmarkt (8,67 km²) Rohrbach (7,28 km²) Schwechatbach (5,96 km²) Weißenweg (6,81 km²) Windhaag (1,58 km²) | Alland (M) · Glashütten (R) · Groß-Krottenbach (R) Hauptbach (R) Lindahütten (R) Groisbach (D) · Holzschlag (R) · Maria Raisenmarkt (D) · Mayerling (R) · Rohrbach (R) · Obermeierhof (W) Steinfeld (R) Zobelhof (R) Schwechatbach (ZH) · Augustinerhütte (R) Gutental (ZH) Helenental (ZH) Untermeierhof (D) · Windhaag (R) · |
| Legende | |

### Nachbargemeinden
| Klausen-Leopoldsdorf         |                                             | Wienerwald (Bez. Mödling) |
| Altenmarkt an der Triesting  | Kompassrose, die auf Nachbargemeinden zeigt | Heiligenkreuz             |
| Weissenbach an der Triesting | Bad Vöslau                                  | Baden, Sooß               |

## Geschichte
Das 1000 Jahre alte, ländliche, waldreiche Alland stand im 12. Jahrhundert im Besitz der Babenberger und war zu Zeiten der Habsburger landesfürstliches Jagdrevier. Der Ortsname leitet sich von der Bezeichnung Adelathe oder adel achte – was adeliger Besitz bedeutet – ab. Auch das altadelige Geschlecht der Alachter nannte sich danach. 
Das katholisch geprägte Gebiet wurde um 1850 selbständig und 1972 entstand durch die Eingliederung von zwölf Dörfern und einigen Hausrotten die heutige Gemeindestruktur. Kronprinz Rudolf starb 1889 in Mayerling, einem Ortsteil Allands. Im Fin de siècle wurde der Ort zu einer beliebten Sommerfrische und Kurort, vorwiegend der Wiener, im Wienerwald.

### Bevölkerung
In der Gemeinde wird – mit Ausnahme von etwa 30 Eigentums- und Gemeindewohnungen – ausschließlich in Ein- bzw. Zweifamilienhäusern gewohnt.
In der Gemeinde Alland leben heute 2487 Personen (2011) mit Hauptwohnsitz und etwa 600 Personen mit Nebenwohnsitz, gesamt somit circa 3000 Personen in 1000 Häusern mit 1200 ordentlichen Haushalten.
Vor 1919 waren 229 Häuser in Alland. Bis 1960 stieg die Zahl auf 360, bis inklusive 1980 stieg die Zahl auf 653 – bedingt auch durch die Gemeindezusammenlegung 1972 – und 1991 gab es 852 Häuser.
Die Bevölkerungszahl betrug im Jahr 1900 insgesamt 2285 Personen, nahm kriegsbedingt bis ins Jahr 1961 auf 1867 Personen ab und stieg seither stetig. Besonders die Autobahnanbindung – seit den 1970er Jahren – hat den Zuzug von Wien gefördert.

### Bevölkerungsentwicklung
| Alland: Einwohnerzahlen von 1869 bis 2025           | Alland: Einwohnerzahlen von 1869 bis 2025 | Alland: Einwohnerzahlen von 1869 bis 2025 | Alland: Einwohnerzahlen von 1869 bis 2025 | Alland: Einwohnerzahlen von 1869 bis 2025 |
| --------------------------------------------------- | ----------------------------------------- | ----------------------------------------- | ----------------------------------------- | ----------------------------------------- |
| Jahr                                                |                                           |                                           |                                           | Einwohner                                 |
| 1869                                                | 1869                                      |                                           | 1.954                                     | 1.954                                     |
| 1880                                                | 1880                                      |                                           | 2.044                                     | 2.044                                     |
| 1890                                                | 1890                                      |                                           | 2.039                                     | 2.039                                     |
| 1900                                                | 1900                                      |                                           | 2.285                                     | 2.285                                     |
| 1910                                                | 1910                                      |                                           | 2.572                                     | 2.572                                     |
| 1923                                                | 1923                                      |                                           | 2.570                                     | 2.570                                     |
| 1934                                                | 1934                                      |                                           | 2.167                                     | 2.167                                     |
| 1939                                                | 1939                                      |                                           | 2.211                                     | 2.211                                     |
| 1951                                                | 1951                                      |                                           | 2.060                                     | 2.060                                     |
| 1961                                                | 1961                                      |                                           | 1.867                                     | 1.867                                     |
| 1971                                                | 1971                                      |                                           | 1.917                                     | 1.917                                     |
| 1981                                                | 1981                                      |                                           | 1.895                                     | 1.895                                     |
| 1991                                                | 1991                                      |                                           | 2.065                                     | 2.065                                     |
| 2001                                                | 2001                                      |                                           | 2.409                                     | 2.409                                     |
| 2011                                                | 2011                                      |                                           | 2.456                                     | 2.456                                     |
| 2021                                                | 2021                                      |                                           | 2.629                                     | 2.629                                     |
| 2025                                                | 2025                                      |                                           | 2.680                                     | 2.680                                     |
| Quelle(n): Statistik Austria, Gebietsstand 1.1.2021 |                                           |                                           |                                           |                                           |

## Kultur und Sehenswürdigkeiten

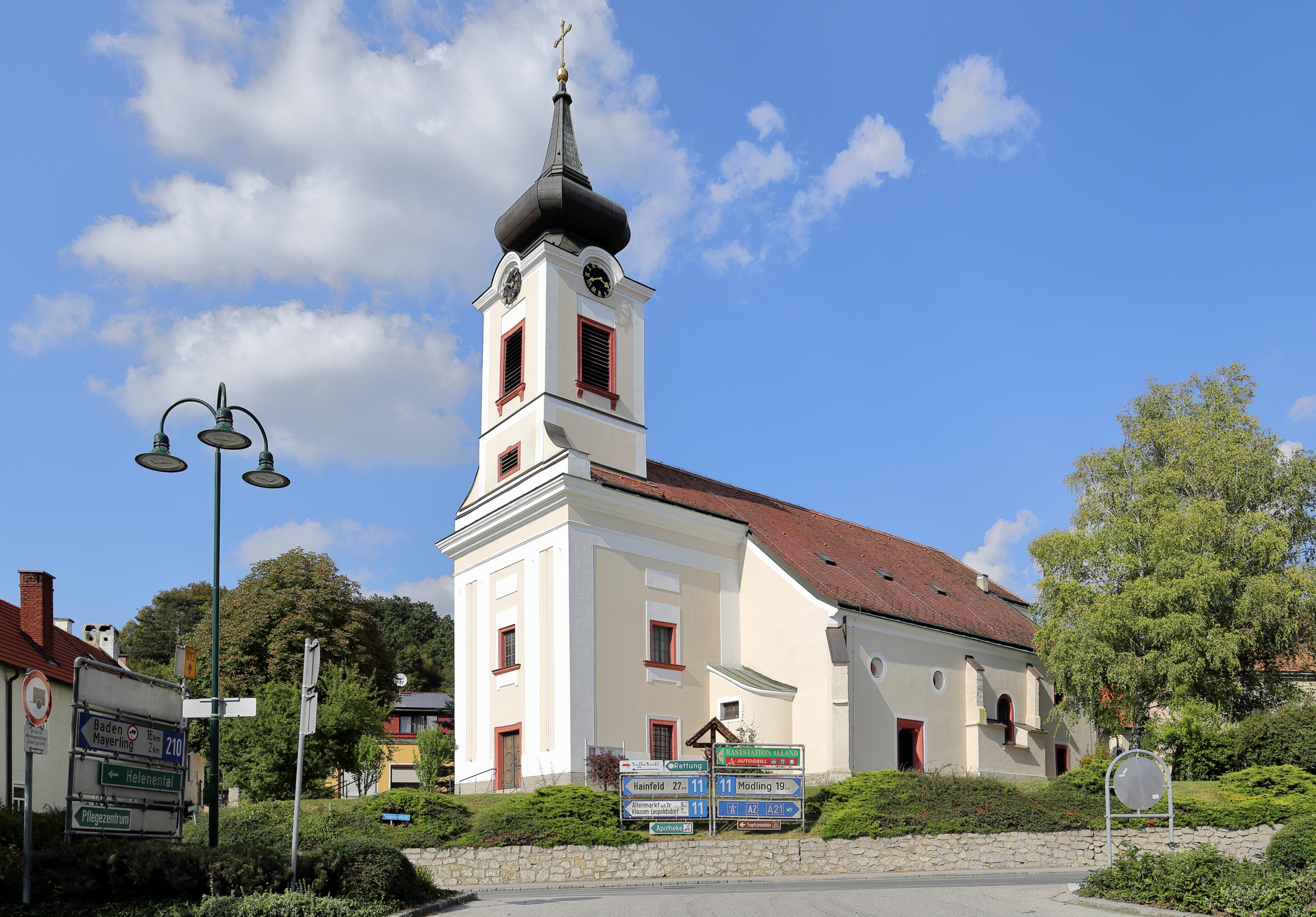
Pfarrkirche Alland

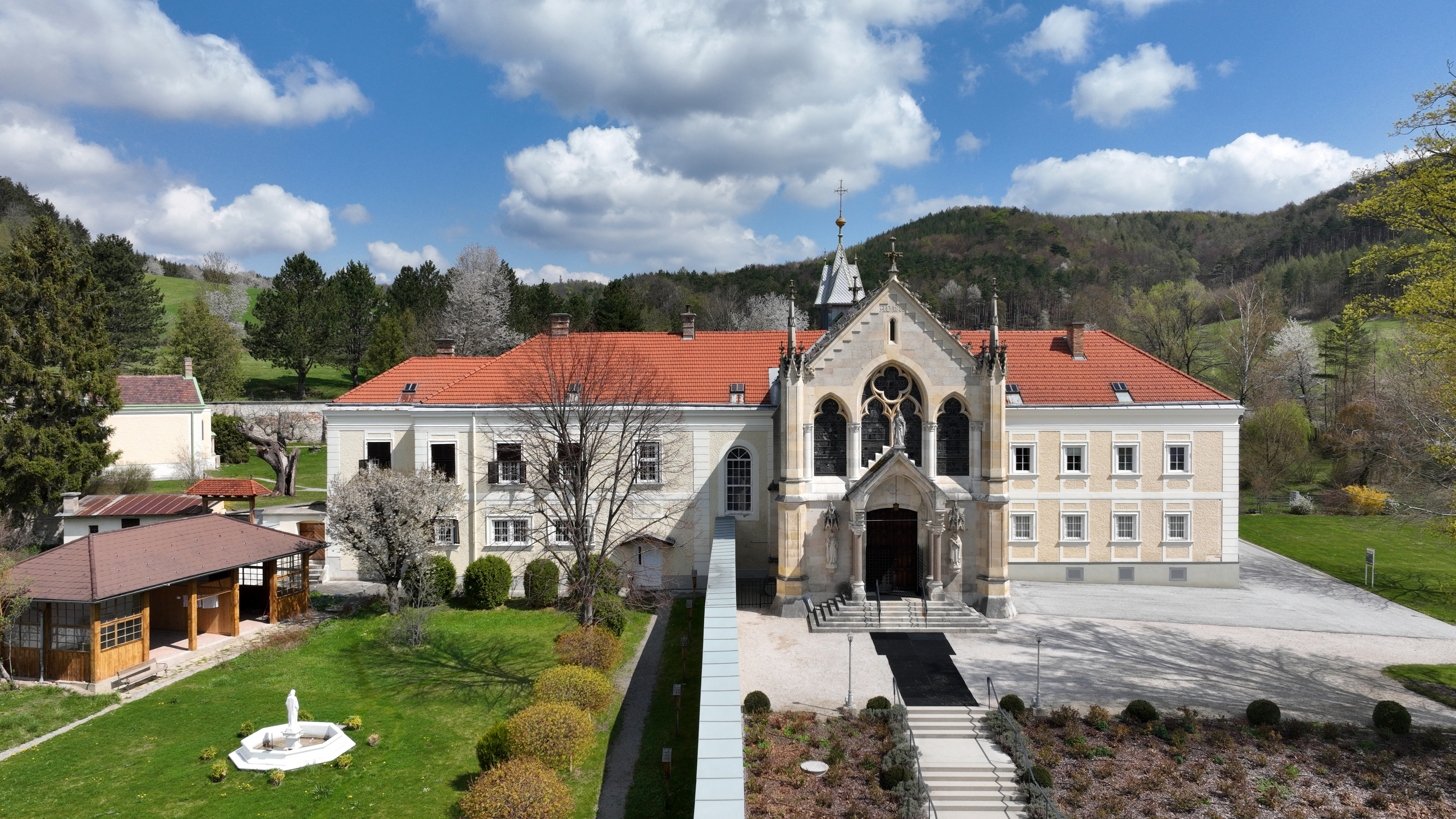
Karmel Mayerling

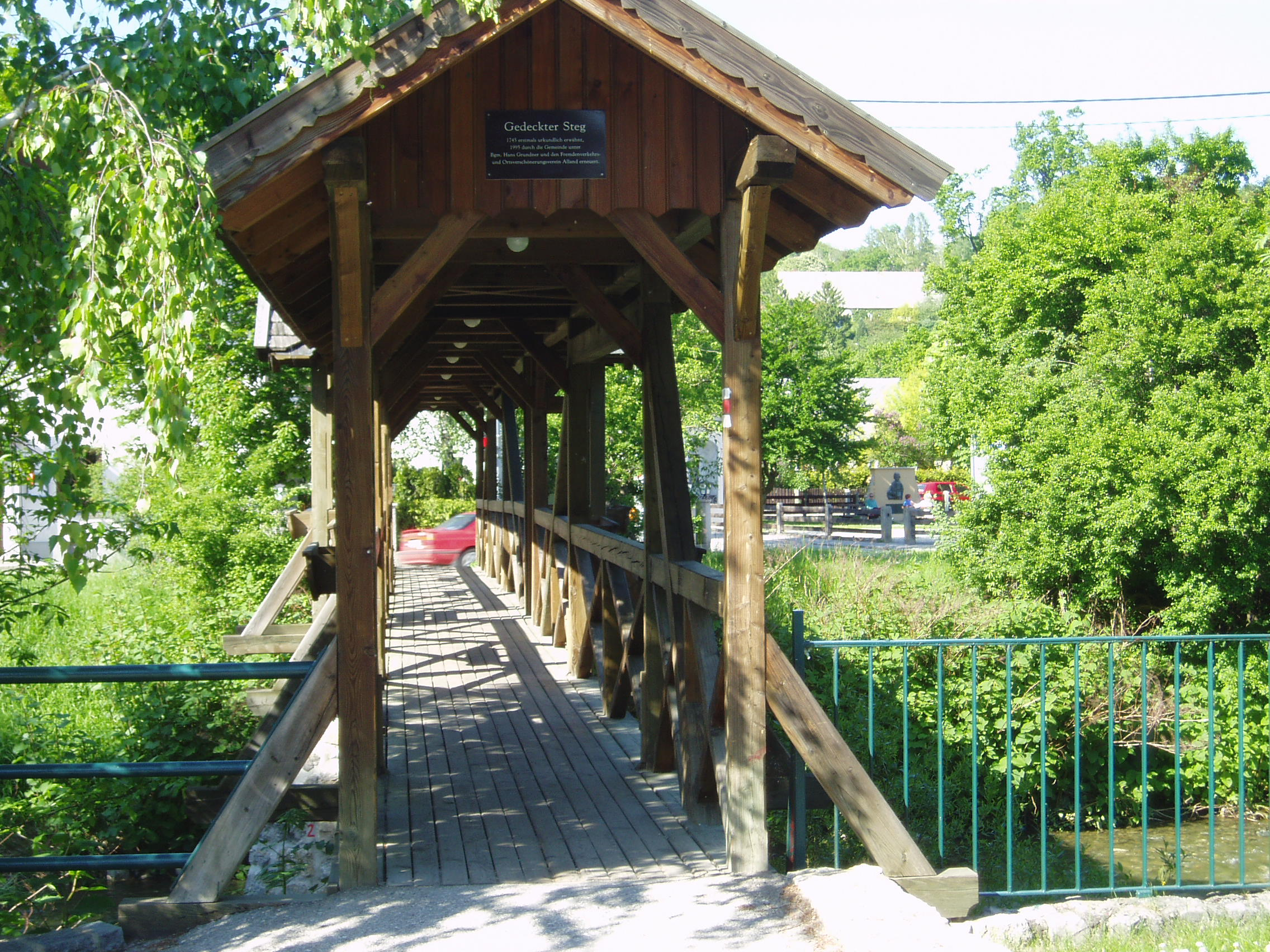
Gedeckter Steg und Schluckerdenkmal

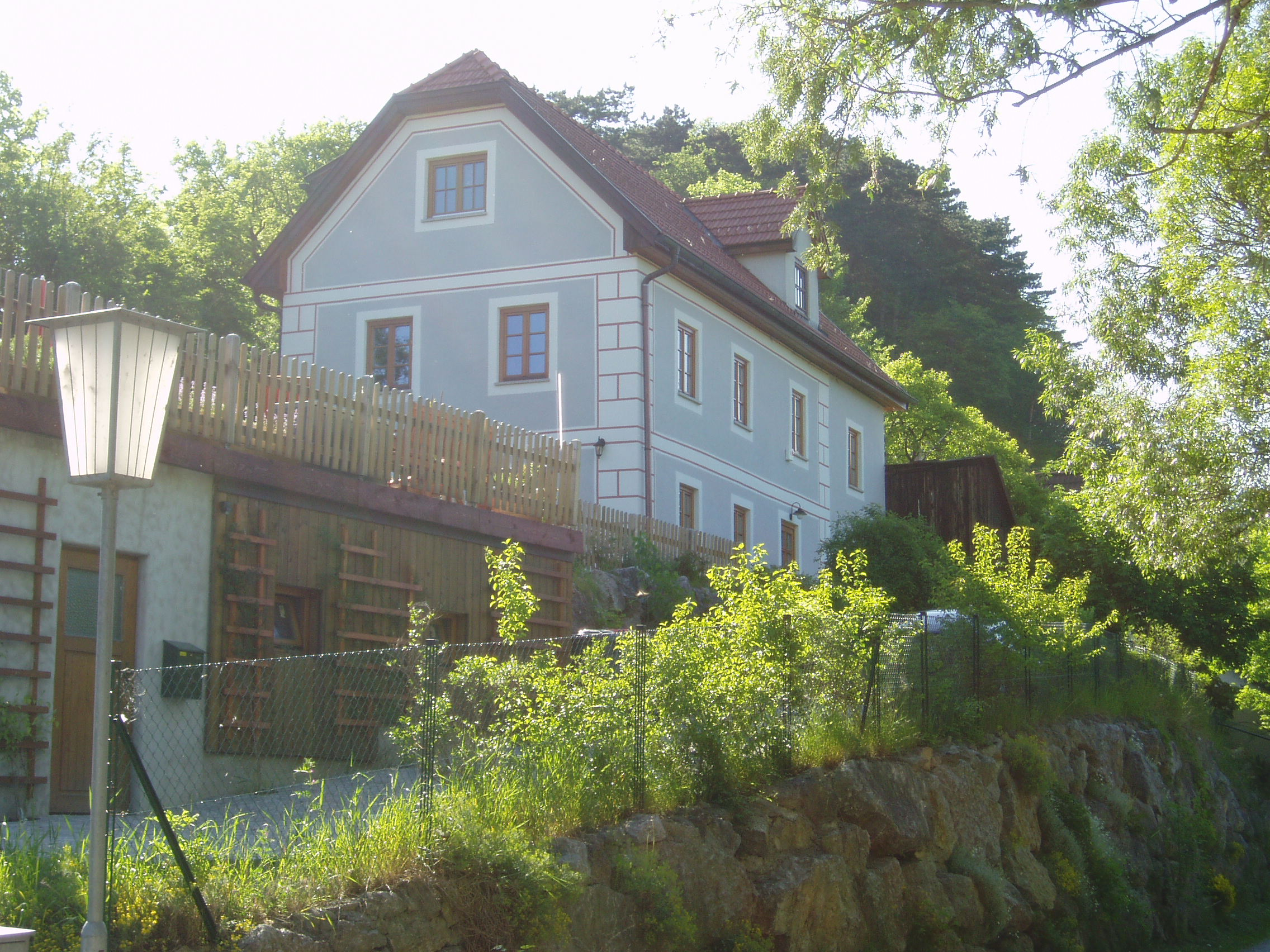
Babenbergerhaus, Alland Nr. 32

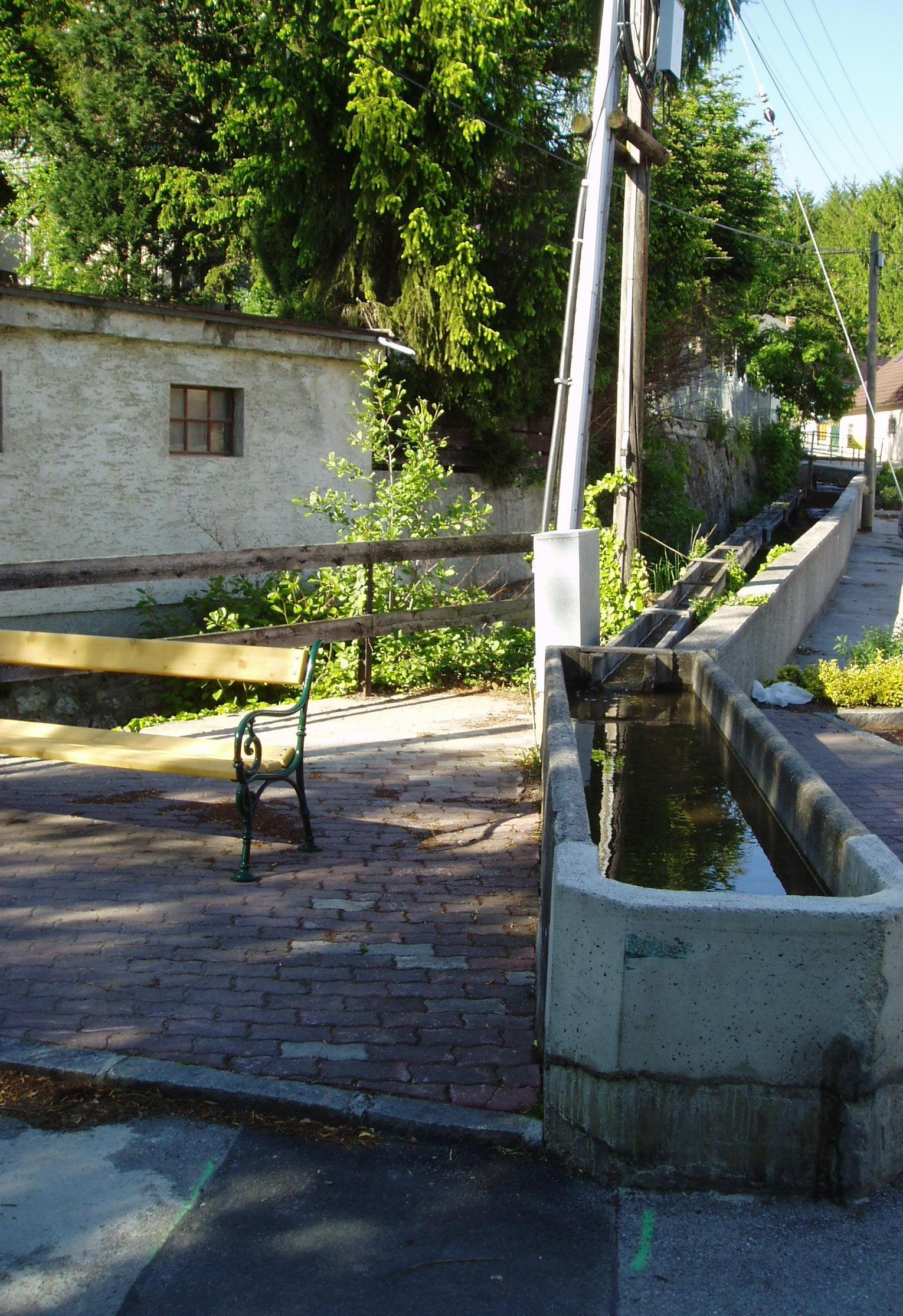
Alte Viehtränke

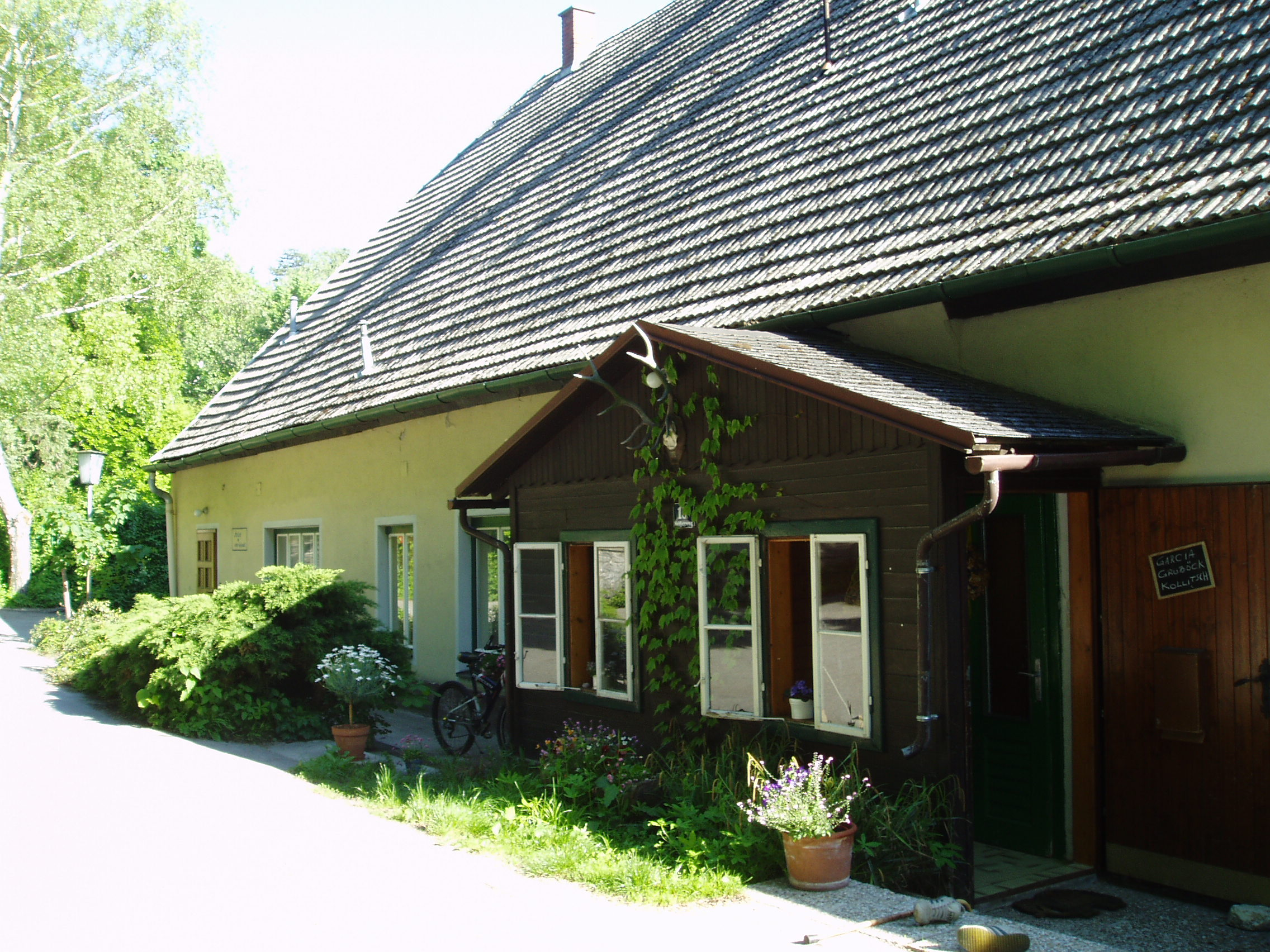
Altes Forstamt (2005, um 2018 erheblich umgebaut)

- Katholische Pfarrkirche Alland Hll. Georg und Margareta: Die Urpfarre des Wienerwaldes birgt einen sagenumwobenen Grabstein, der das Abbild eines am Rücken liegenden Hundes aus dem eine Lilie emporwächst zeigt. Bereits im 8. Jahrhundert gab es im Ort Alland – nach der Überlieferung – eine Holzkirche, die im 11. Jahrhundert in Stein gebaut wurde. Die gegenwärtige Kirche ist eine dreischiffige Hallenkirche mit spätgotischen Formen, dem heiligen Georg und der heiligen Margarethe geweiht. Alland gehört zu den drei Urpfarren des südöstlichen Wienerwalds, zusammen mit Mödling and Traiskirchen. Alland ist älter als das Stift Heiligenkreuz, in dessen Besitz es bald nach 1133 aufgenommen wurde. 1253 hatte das Kloster das Patronatsrecht über die Allander Pfarre, und 1380 wurde sie dem Kloster inkorporiert. Zu der Zeit wurden das Nordschiff und der Chor gebaut. Um 1500 kommt das südliche Schiff hinzu. 1529/1683 erfolgten Zerstörungen in Folge der Osmaneneinbrüche.[2]
- Wallfahrtskirche Maria Raisenmarkt
- Der Allander Rundwanderweg – mit seinen zahlreichen Bildstöcken und Marterln – ist mit vielen Hinweistafeln über die geschichtlichen Hintergründe ausgestattet.
- Das Babenbergerhaus, Alland Nr. 33 (vermutlich war das die Meierei) und das Herrenhaus der Babenberger, Nr. 32 – hier wurde Friedrich I. von Baden, der Sohn von Hermann VI. von Baden und Gertrud von Babenberg, der Nichte Herzog Friedrichs des Streitbaren von Österreich, des letzten Herrschers aus dem Haus der Babenberger, im Jahr 1249 geboren. Gleich daneben liegt der
- Steg über die Schwechat aus dem Jahr 1745, und das
- Schluckerdenkmal im Gemeindepark gegenüber der Apotheke erinnert an den Armen Schlucker.
- Tropfsteinhöhle Alland im Buchberg (dem Wappenmotiv Allands) mit dem Skelett eines 10.000 Jahre alten Bären.
- Die Pestsäule mit dem Massengrab von Pestopfern an der Wagenhofstraße (siehe auch: Geschichte Allands).
- Die Türkenhasel – ein Naturdenkmal und ebenfalls Wappenmotiv Allands – zeugt von einem Gemetzel an der Bevölkerung. Der ca. 450 Jahre alte Baum steht am Weißenweg.
- Das Alte Forstamt (um 2018 erheblich umgebaut) liegt gleich daneben.
- Die historischen Gebäude der ehemaligen Lungenheilstätte (1896: Heilanstalt für Brustkranke[3]) – jetzt Rehabilitationszentrum der Pensionsversicherungsanstalt- in Groisbach.
- Das Schloss Mayerling in Mayerling.

## Wirtschaft und Infrastruktur

### Land- und Forstwirtschaft
Die Landwirtschaft hatte große Bedeutung, doch nimmt diese immer mehr ab. Im Jahr 1980 gab es noch 105 landwirtschaftliche Betriebe, im Jahr 1990 nur mehr 99 Betriebe und diese Zahl sinkt weiter. Vollerwerbsbauern gibt es nur mehr 13, Nebenerwerbsbauern gibt es immerhin noch 76. Den letzten Trends folgend, setzen die Bauern verstärkt auf Pferde und Reiten, bemühen sich um die Errichtung eines Reitwegenetzes und betreiben teilweise biologische Landwirtschaft. Der Ab-Hof-Verkauf hat in den letzten Jahren stark an Gewicht gewonnen.
Die lange forstwirtschaftliche Tradition geht auf die Babenberger zurück. Erstmals wurde 1396 ein Forstamt urkundlich erwähnt, wo der Wienerwald in mehrere Forstämter unterteilt war. Um 1500 wurde das Forstwesen des Gebietes des Wienerwaldes neu organisiert und wurden fünf „Waldbereiturigen“ in Klosterneuburg, Breitenfurt, Purkersdorf, Wiener Neustadt und Alland unterteilt. Das „Waldamt Alland“ wurde um 1700 erbaut und diente der Forstverwaltung bis zum Jahr 1997 als Arbeitsstätte. Seit dem Jahr 1997 ist das Forstamt aufgelassen und die Allander Bundesforste werden von Breitenfurt aus verwaltet.
Genossenschaften gibt es in Alland keine. Es gibt die Agrargemeinschaft der Allander Urhausbesitzer, welche 27 Mitglieder zählt. Die Agrargemeinschaft Untermeierhof zählt fünf Mitglieder.

### Banken, Post
Eine Postsparkasse gab es in Alland seit dem Jahr 1883. Seit der Filialschließung im Oktober 2010 gibt es eine „Post-Partner“ Geschäftsstelle am Hauptplatz.
Es gibt zwei Geldinstitute in Alland: die Volksbank und die Raiffeisenkasse. Die Raiffeisenkasse Alland (seit 1991 Geschäftsstelle der Raiffeisenkasse Guntramsdorf) existiert seit dem Jahr 1894, die Volksbank seit 1962.

### Gewerbe, Industrie
Die Sommerfrische Alland war seit jeher land- und forstwirtschaftlich ausgerichtet. Dennoch hat es in der Geschichte verschiedenste Gewerbe gegeben, die wieder verschwunden sind. So etwa die Glashütte und die Zementerzeugung, die Kalköfen, die Schuster, Mühlen und Schmieden. Nicht nur im Ort Alland, sondern auch in Maria Raisenmarkt gab es ein Sägewerk und eine Stockerzeugung. Geschürft wurde früher nach Gips, allerdings ohne nachhaltigen Erfolg. Die Ruinen alter Kalkbrennereien stehen noch heute im Helenental.
Heute (2023) präsentieren sich in Alland knapp 100 Klein- und Kleinstbetriebe und einige Handelsbetriebe und Ab-Hof Verkaufsstellen. Die bedeutendsten Arbeitgeber sind:
- Die beiden Landesbetriebe Straßenmeisterei und Brückenmeisterei Alland betreuen die A 21, die Landesstraßen im Gemeindegebiet und die Brücken bis Schwechat (ca. 75 Mitarbeiter).
- Die Kuranstalt Rehabilitationszentrum Alland – ehemals Tuberkulose- bzw. Lungenheilstätte – in Groisbach der Pensionsversicherungsanstalt (ca. 100 Mitarbeiter).

Industriebetrieb gibt es in der Gemeinde Alland keinen.

### Gastronomie und Tourismus
Um das Jahr 1950 gab es in Alland 19 Gastwirtschaften, von denen nur zehn bis 2023 überlebt haben.
Die Besucher von Alland sind größtenteils Tagesausflügler, Biker und Oldtimerfans, welche die hügelig-kurvigen Straßen und die zwölf markierten Wanderwege, den Kulturwanderweg nach Baden, den Beethovenweitwanderweg oder das Wegerl im Helenental besuchen.
Besonders attraktiv für Gäste ist neben den international bekannten Kulturstätten in Mayerling die Tropfsteinhöhle im Buchberg von Alland.
Bedeutung hat verstärkt die Via Sacra, die Heilige Straße, ein alter Pilgerweg nach Mariazell. Die Gemeinden Alland, Altenmarkt an der Triesting, Gaaden, Heiligenkreuz und Kaumberg haben sich zusammengeschlossen und die Via Sacra neu belebt. So wird regelmäßig ein Veranstaltungskalender herausgebracht und eine eigene Konzertreihe veranstaltet.
Seit 2022 ist der Radweg im Helenental, entlang der Schwechat von Baden nach Alland, durchgehen befahrbar.

### Verkehr
- Per Auto über die Allander Autobahn (Wiener Außenring Autobahn, A 21) von der West- und Südautobahn (in ca. 20 min. von Wien), auf Bundes- und Landesstraßen aus Richtung Mödling, Baden, Altenmarkt im Triestingtal und Klausen-Leopoldsdorf.
- Busverbindungen gibt es aus allen genannten Städten und eine Haltestelle des Wieselbus.
- Für Wanderer und Trekker gibt es Weitwanderwege nach Alland: Via Sacra, Beethoven-Weitwanderweg, Wegerl im Helenental, Niederösterreichische Barockstraße.

### Bildung
Seit dem Jahr 1726 gibt es eine Schule in Alland.
- Mittelschule Alland (1973 errichtet): Der Schulsprengel umfasst die Gemeinden Alland, Heiligenkreuz und Klausen-Leopoldsdorf. Vereinzelt besuchen die Hauptschule Alland auch Schüler aus den Gemeinden Gaaden, Altenmarkt an der Triesting oder Altlengbach. In dem Gebäude der Hauptschule wurde 1980 ein Hallenbad eröffnet, das durch das verheerende Hochwasser im Juli 1997 völlig zerstört wurde. Da der Platzmangel in der Hauptschule sehr akut war, wurden die im Keller befindlichen Räumlichkeiten des ehemaligen Hallenbades in Klassenzimmer umgebaut. Der Plan bedeutete enorme Einsparungen für den Schulsprengel. Im Jahr 2002 besuchten 165 Schüler die Schule und wurden von 16 Lehrern in acht Klassen unterrichtet.
- Die Volksschule Alland (1902 errichtet) wurde im Krieg zerstört, im Jahr 1950 wieder aufgebaut und im Jahr 1995 mit einem modernen Turnsaal erweitert. 2010 wurden in der Volksschule in vier Klassen 82 Schüler von 5 Lehrern unterrichtet und die Musikschule beherbergt.
- Der Kindergarten in Alland ist eine private Stiftung des Freiherrn Max von Vittinghoff-Schell, der in Glashütten seine Jugend verbrachte[7] und seiner Gemahlin Gräfin Maria Belcredi aus Anlass des 40. Regierungsjubiläums von Kaiser Franz Josef. Im Jahr 1889 begannen die mit der Führung des Kindergartens beauftragten Barmherzigen Schwestern vom Heiligen Vinzenz von Paul mit dem Betrieb und führten ihn bis 1999. Seither wird er als Landeskindergarten geführt. Im Jahr 2003 wurde der Neubau des Nö. Landeskindergartens auf dem historischen Areal fertiggestellt und in Betrieb genommen.

### Vereine, Sport, Veranstaltungen
- Die Schwechat ist ein beliebtes Sportfischerrevier und bietet einige Badeplätze sowohl in Alland als auch im Helenental.
- Festsaal der Gemeinde Alland (err. 1988)- bietet etwa 120 Personen Platz und wird für Ausstellungen, Vorträge, Konzerte, Adventmarkt und Theateraufführungen genutzt.
- Fußballklub SC Alland: Der Fußballverein wurde 1947 gegründet und spielt in der 2. Klasse Triestingtal Meisterschaft und fördert besonders die Jugendarbeit. Die Vereinsfarben sind aufgrund der guten Verbindung der Gründer zum SK Rapid Wien grün-weiß. Die besten Platzierungen des Vereins waren 1977 und 1991 der Meistertitel in der 2. Klasse Ost Mitte. Im Jahr 2009 spielen neben der Kampfmannschaft eine U-23, eine U-16, eine U-12, eine U-10 sowie eine U-8. Der Fußballplatz des SC Alland verfügt über ein Hauptfeld und einen Trainingsplatz.
- Reithöfe in Glashütten, Alland, Maria Raisenmarkt und Zobelhof.
- Eine Vereins-Sauna im Untergeschoß der Hauptschule Alland.
- Es gibt vier Chöre in Alland.[8]
- Freiwillige Feuerwehren in Alland, Groisbach und Maria Raisenmarkt.
- Rotes Kreuz Alland – Rettungsdienststelle

## Politik

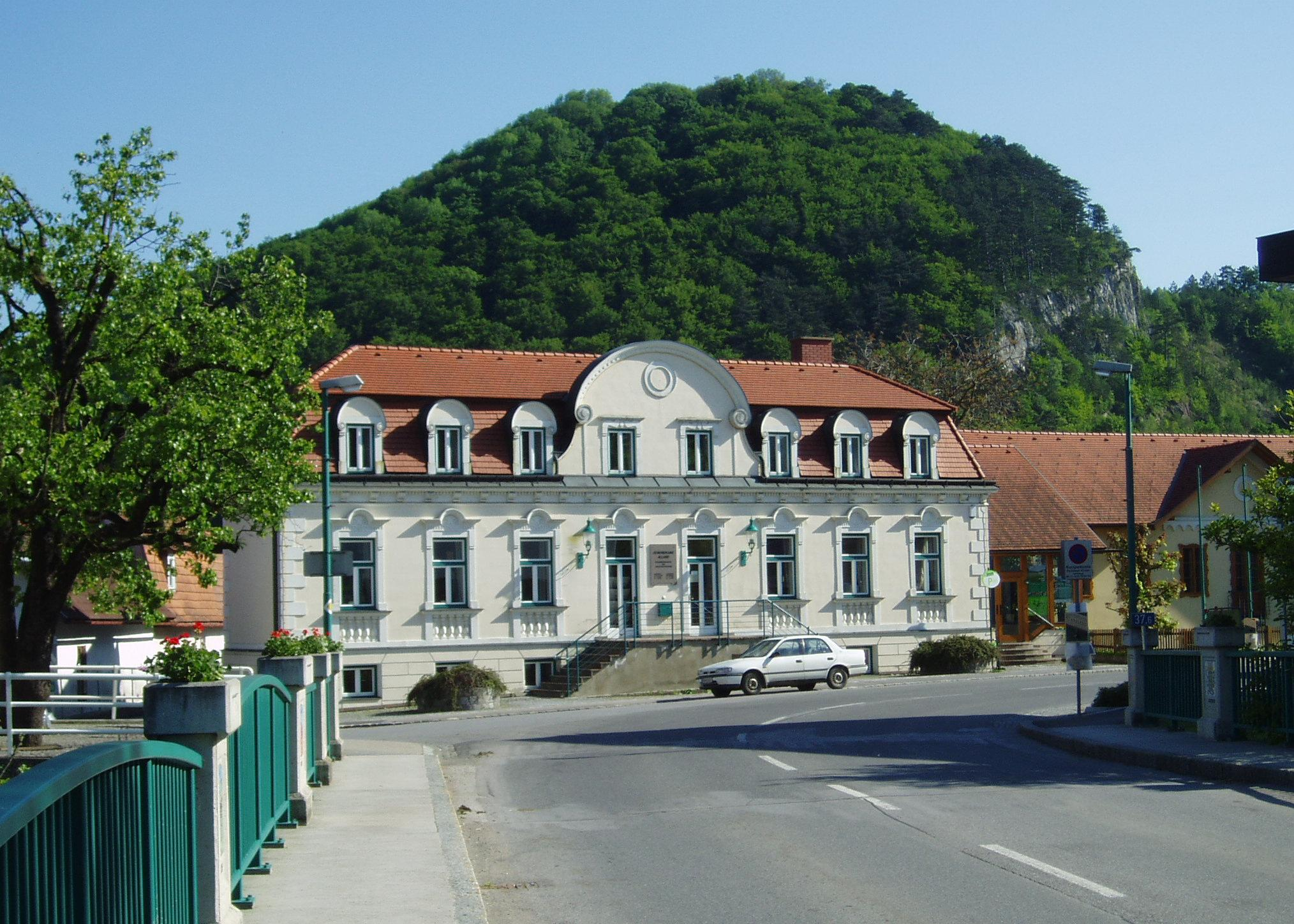
Gemeindehaus und Festsaal Alland vorm Buchberg

### Gemeinderat
Der Gemeinderat hat 21 Mitglieder.
- Nach den Gemeinderatswahlen in Niederösterreich 1990 hatte der Gemeinderat folgende Verteilung:
- Nach den Gemeinderatswahlen in Niederösterreich 1995 hatte der Gemeinderat folgende Verteilung: [9]
- Nach den Gemeinderatswahlen in Niederösterreich 2000 hatte der Gemeinderat folgende Verteilung: [10]
- Nach den Gemeinderatswahlen in Niederösterreich 2005 hatte der Gemeinderat folgende Verteilung: 15 ÖVP, 4 SPÖ, 1 ALL und 1 BFA.[11]
- Nach den Gemeinderatswahlen in Niederösterreich 2010 hatte der Gemeinderat folgende Verteilung: 13 Liste ÖVP, 6 Liste SPÖ, 1 FPÖ und 1 ALL.[12]
- Nach den Gemeinderatswahlen in Niederösterreich 2015 hatte der Gemeinderat folgende Verteilung: 11  Liste ÖVP, 8 SPÖUBA, 1 ALL und 1 FPÖ.[13]
- Nach den wiederholten Gemeinderatswahlen in Niederösterreich vom 7. Juni 2020 hat der Gemeinderat folgende Verteilung:13 Liste ÖVP, 6 SPÖUBA und 2 ALL.[14]
- Nach den Gemeinderatswahlen in Niederösterreich 2025 hat der Gemeinderat folgende Verteilung: 13 ÖVP, 5 SPÖUBA, 2 FPÖ und 1 ALL.[15]

### Bürgermeister
- bis 2013 Johann Grundner (ÖVP)
- 2013–2023 Ludwig Köck (ÖVP)
- seit 2023 Stefan Loidl (ÖVP)[16]

### Wappen
Der Gemeinde wurde 2002 folgendes Wappen verliehen: In Grün über einem blauen, von silbernen Leisten gesäumten Wellenbalken im Schildfuß, rechts aus dem Schildrand wachsend ein silberner Felsen, links eine goldene Baumhasel.

## Persönlichkeiten

### Söhne und Töchter der Gemeinde
- Friedrich von Baden-Österreich (1249 in Alland; † 29. Oktober 1268 in Neapel), Markgraf von Verona und Baden, Mitstreiter des Staufers Konradin
- Philipp Schlucker (1748–1820), „Waldamts Baumeister“, der Arme Schlucker
- Robert Pessenlehner (1899–1985), Dirigent und Musikhistoriker
- Josef Balber (* 1962), Landwirt und Politiker (ÖVP)

### Personen mit Bezug zur Gemeinde
- Franz Eckert (1931–2017), Wirtschaftsjurist
- Leopold Schrötter von Kristelli (1837–1908), Arzt und Sozialmediziner, gründete die erste laryngologische Klinik der Welt und die Lungenheilanstalt Alland

## Galerie

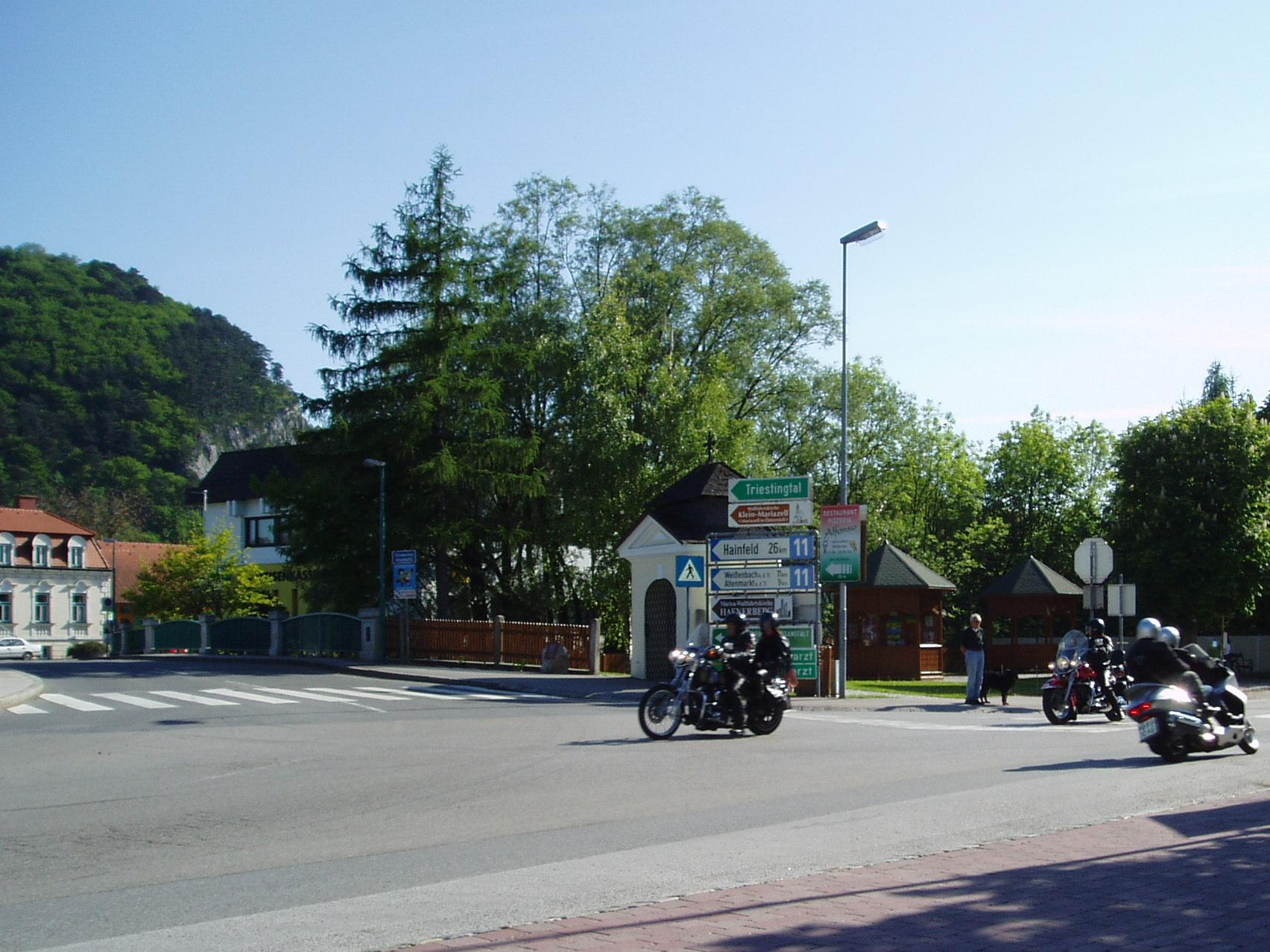
Stefaniebrücke und Nepomukpark
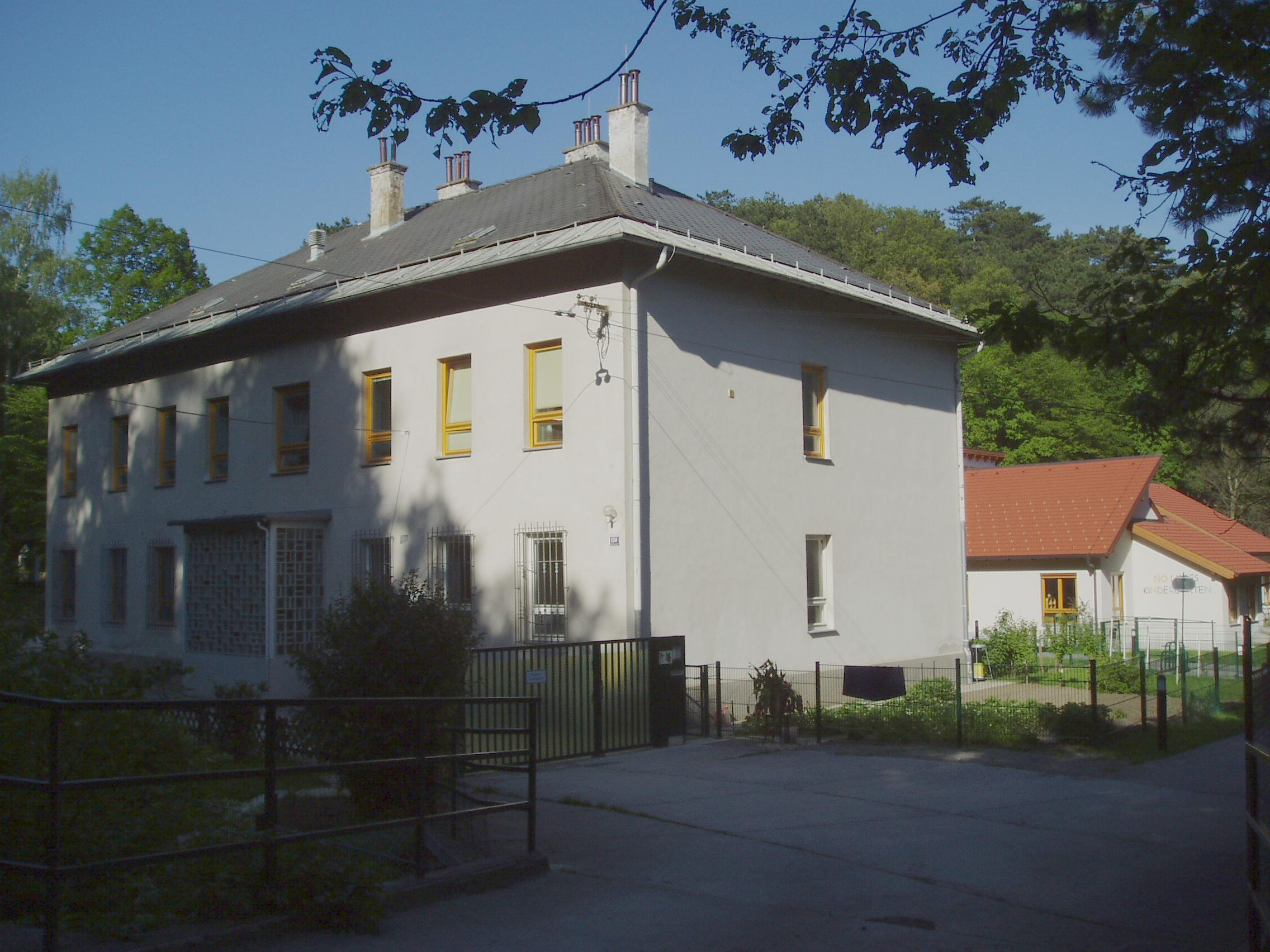
Alter und neuer Kindergarten
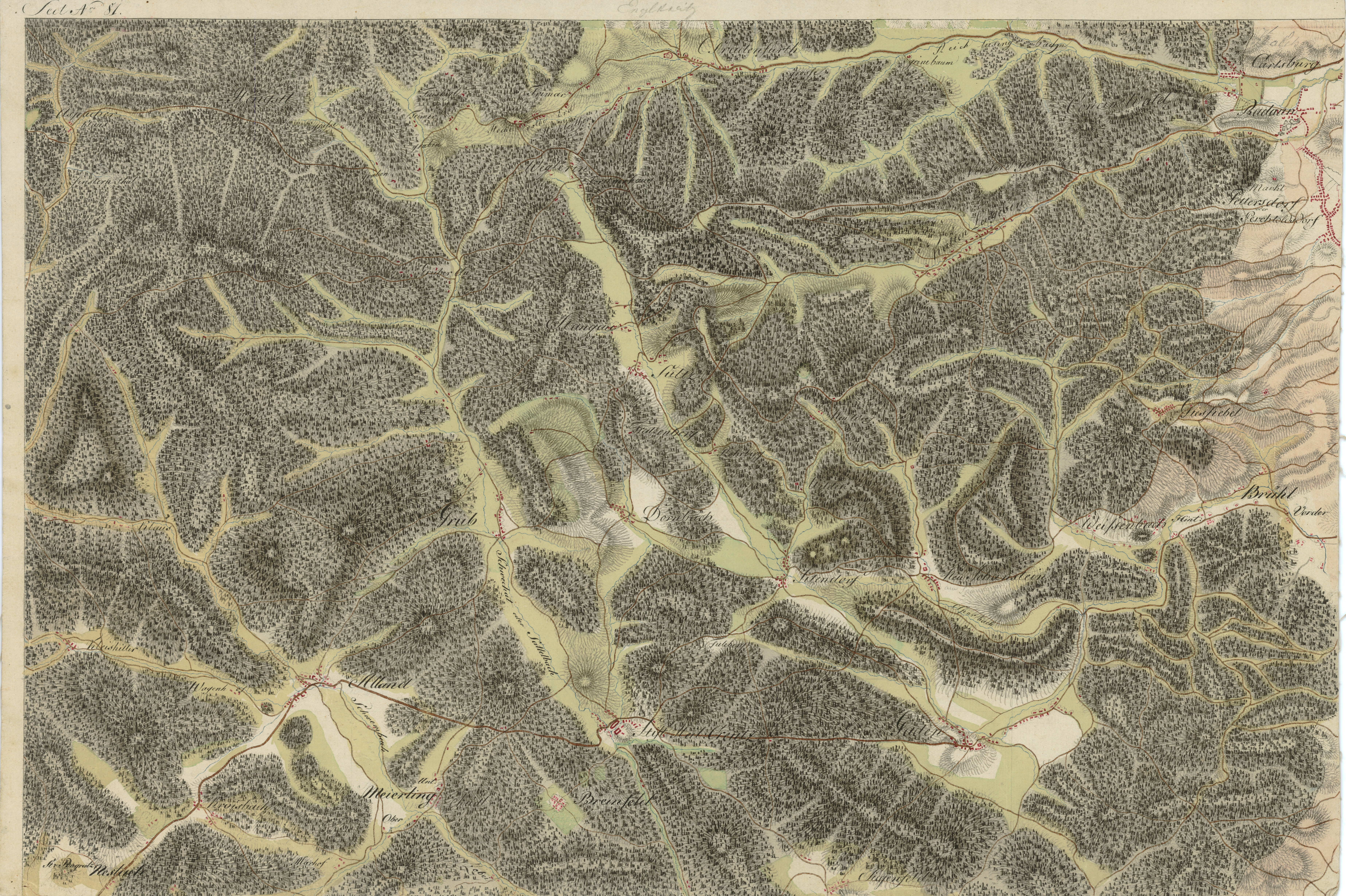
Alland (links unten) um das Jahr 1780
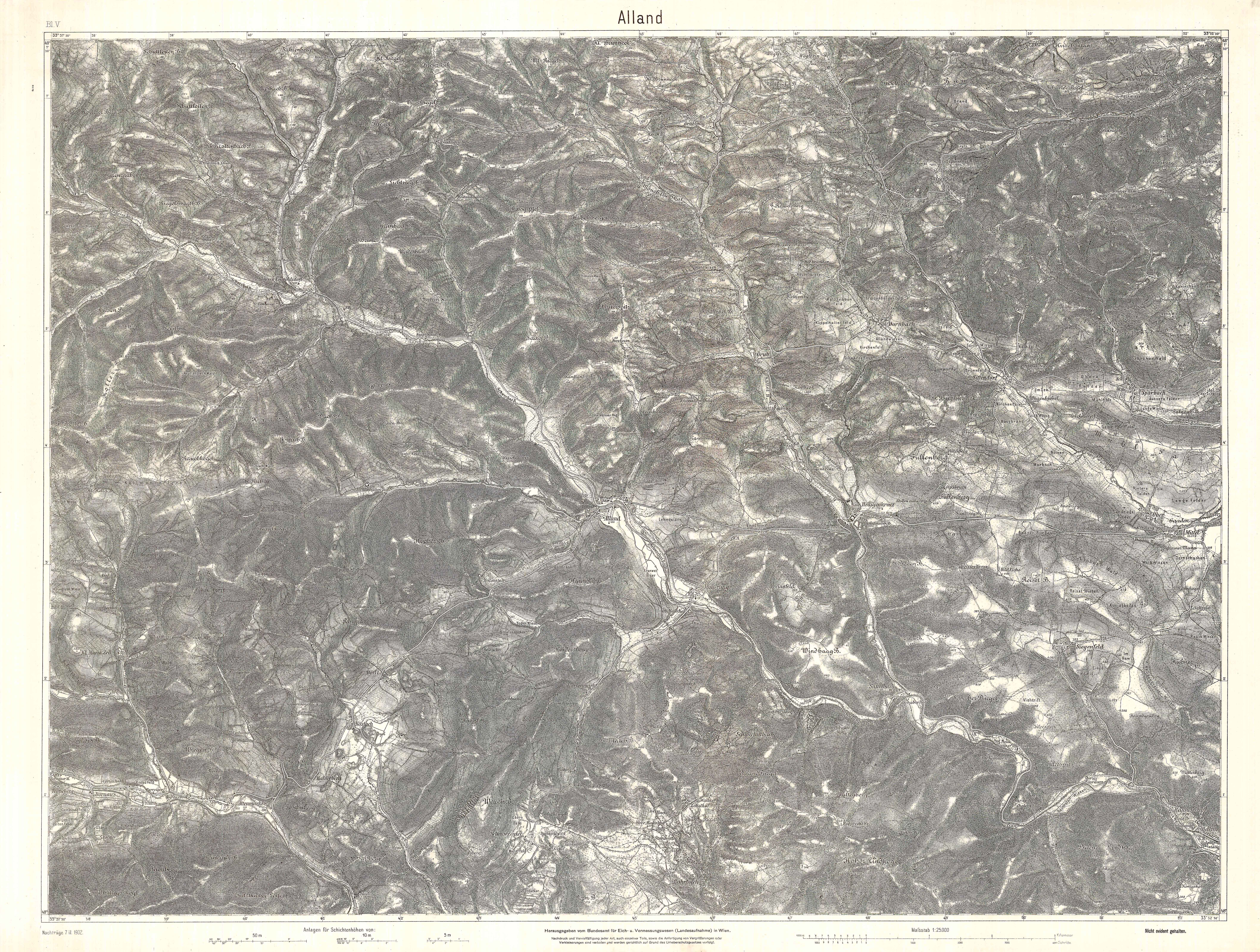
Ort und Umgebung (Mitte) um 1900